# Voo Voo i Haydamaky
Voo Voo i Haydamaky – wspólny album polskiego zespołu Voo Voo i ukraińskiego Haydamaky, wydany 4 czerwca 2009 nakładem Wydawnictwa Agora. Album składa się z dziesięciu premierowych utworów autorstwa muzyków. Pierwszym singlem promującym jest utwór „Wyszła młoda”. W lutym 2010 roku wydawnictwo uzyskało nominację do nagrody polskiego przemysłu fonograficznego Fryderyka w kategorii: album roku folk/muzyka świata. W maju 2010 wygrało plebiscyt na najlepszą polską płytę folkową Wirtualne Gęśle.
Nagrania uzyskały status złotej płyty.

## Historia powstania

### Kontekst
Muzycy po raz pierwszy spotkali się w sierpniu 2007 roku podczas koncertu „Europejski Most – Granica 803”, odbywającego się w miejscowości Dołhobyczów, na przejściu granicznym z Ukrainą. Oprócz Voo Voo i Haydamaków na scenie wystąpili między innymi Zakopower, Habakuk oraz ukraiński Wopli Widoplasowa.
Pierwsze wspólne próby rozpoczęły się w styczniu 2008 roku. W kwietniu menedżer Voo Voo, Mirosław Olszówka, zakomunikował, że oba zespoły pracują nad wspólną płytą. Jednocześnie premierę albumu zaplanowano na wiosnę 2009 roku. Na kolejne próby ukraińska grupa przyjechała w połowie kwietnia, a następnie w czerwcu. Premierowy wspólny koncert miał miejsce 19 lipca na Starym Rynku w Lublinie podczas festiwalu Inne Brzmienia. Kolejny koncert odbył się 9 sierpnia we Lwowie, a następnie 24 października w Wytwórni Filmów Fabularnych we Wrocławiu.

### Nagrywanie i produkcja
Nagrywanie albumu odbyło się w sierpniu 2008 roku w Media Studio w Warszawie pod okiem Piotra „Dzikiego” Chancewicza. Producentem muzycznym albumu oraz koordynatorem projektu został Mateusz Pospieszalski.

## Odbiór
Album zebrał głównie pozytywne recenzje. Mirosław Pęczak na łamach Polityki napisał:

Rzecz godna najwyższej pochwały. Mamy tu niezwykłe spotkanie różnych stylów, temperamentów i muzycznych wrażliwości. Voo Voo Wojciecha Waglewskiego i Mateusza Pospieszalskiego wnosi mistrzowską precyzję grania i piękne jazzujące solówki saksofonu i gitary, Haydamaky zaś – nieokiełznaną energię, wynikającą w równym stopniu z ducha tradycyjnej muzyki ukraińskiej, co i zamiłowania do ostrego, ocierającego się o punk grania rockowego. Mariaż bardzo udany, oba zespoły wyczuwają się nawzajem bezbłędnie. Ważne, że zamiast ścigania się i rywalizujących popisów słyszymy dwa komba, które grają jak jedna orkiestra. I o to właśnie chodzi.

## Lista utworów
1. „Bądź zdrowe, serce me” – 5:18
2. „Tylko z nieba” – 4:42
3. „Do Ternopola” – 5:28
4. „Dumka dla Kitona” – 2:19
5. „Besarabka” – 3:53
6. „Poleczko” – 5:42
7. „Z kolegami” – 4:45
8. „Wyszła młoda” – 5:42
9. „Dinata” – 4:32
10. „Babilon System” – 5:44

## Twórcy
Voo Voo
- Wojciech Waglewski – gitary, śpiew
- Mateusz Pospieszalski – saksofony, śpiew
- Karim Martusewicz – gitara basowa, kontrabas, piła
- Piotr Żyżelewicz – perkusja

Haydamaky
- Ołeksandr Jarmoła – śpiew
- Iwan Lenio – akordeon
- Wołodymyr Szerstiuk – gitara basowa
- Eugeniu Didic – trąbka, flugelhorn
- Ołeksandr Demjanenko – gitara, mandolina